# ブイクウェ県
ブイクウェ県(ブイクウェけん、英語：Buikwe District)はウガンダの中央地域東部の県。県都はブイクウェ。2014年の人口は43万6406人。

## 地理
- 北：カユンガ県
- 北東：ジンジャ県
- 南東：ブヴァマ県
- 南：ヴィクトリア湖
- 西：ムコノ県

県都ブイクウェは首都カンパラの約60km東、ルガジの約14km南東に位置する。

## 歴史
2009年7月1日、ムコノ県を分割して新設された。

## 観光地
- マビラ森林保護区
- ナイル川と水源